# Neuroinformatyka
Neuroinformatyka  to interdyscyplinarna dziedzina badawcza poświęcona przetwarzaniu i przepływie informacji w systemie nerwowym w celu zastosowania ich w systemach technicznych. Obejmuje tworzenie modeli obliczeniowych, narzędzi analitycznych i baz danych do udostępniania, integracji i analizy danych eksperymentalnych oraz rozwoju teorii na temat funkcji układu nerwowego. W kontekście INCF neuroinformatyka odnosi się do informacji naukowych na temat podstawowych danych eksperymentalnych, ontologii, metadanych, narzędzi analitycznych i modeli obliczeniowych układu nerwowego. Podstawowe dane obejmują eksperymenty i warunki eksperymentalne dotyczące poziomu genomowego, molekularnego, strukturalnego, komórkowego, sieciowego, systemowego i behawioralnego, we wszystkich gatunkach i preparatach zarówno w stanie normalnym, jak i nieuporządkowanym.
Można wyróżnić trzy główne podkategorie neuroinformatyki:
1. tworzenie komputerowych modeli systemu nerwowego i procesów neurologicznych.
2. tworzenie narzędzi do analizy i modelowania danych,
3. tworzenie narzędzi służących do zarządzania i dzielenia się danymi,

Neuroinformatyka to dziedzina badawcza na pograniczu neurologii, informatyki, biotechnologii, kognitywistyki, medycyny, fizyki i matematyki.

## Historia
W 1989 roku Amerykański Narodowy Instytut Zdrowia Psychicznego (National Institute of Mental Health, NIMH), Amerykański Narodowy Instytut Nadużywania Leków (National Institute of Drug Abuse, NIDA) i Amerykański Narodowy Instytut Naukowy (National Science Foundation, NSF), trzy amerykańskie organizacje zleciły National Academy of Sciences założenie badań nad tworzeniem baz danych, dzieleniem się neurologicznymi danymi i zbadaniem w jaki sposób dziedzina informatyki może pomóc w stworzeniu narzędzi niezbędnych do zajęcia się danymi neurologicznymi, które z roku na rok były coraz większe i coraz trudniej było je składować i udostępniać w odpowiedni sposób.
W 1991 pojawiły się pierwsze pozytywne rekomendacje. Pozwoliły one NIMH, w tamtych czasach kierowanemu przez Allana Leshnera, na stworzenie instytucji „Human Brain Project” (HBP), której finansowanie rozpoczęto w 1993 roku. HBP było kierowane przez Stephena H. Koslowa razem z innymi amerykańskimi instytutami. W ciągu następujących 11 lat fundusze przeznaczone na HBP przekroczyły 100 milionów dolarów rocznie.
W międzyczasie Koslow starał się zwiększyć zasięg znaczenia neuroinformatyki przez Unię Europejską i Organizację Współpracy Gospodarczej i Rozwoju (Organization for Economic Co-operation and Development, OECD) w Paryżu. Jego działania doprowadziły do stworzenia inicjatywy „Biological Informatics”, która była kierowana przez Koslowa i Jima Edwardsa.

### International Neuroinformatics Coordinating Facility
Komitet „Biological Informatics” zaprezentował GSF (Global Science Forum, nazwa zmieniona z Mega Science Forum) trzy rekomendacje dotyczące przeprowadzanych badań:
1. W każdym kraju Unii Europejskiej oraz USA powinien zostać kontynuowany bądź stworzony program badawczy neuroinformatyki, każdy kraj powinien posiadać swój węzeł połączony z innymi, aby zapewnić koordynację w kraju i na świecie,
2. Należy powołać International Neuroinformatics Coordinating Facility (INCF), które będzie sprawiać pieczę nad koordynacją i implementacją ogólnej sieci neuroinformatycznej, co zostanie osiągnięte dzięki integracji węzłów każdego z krajów,
3. Należy stworzyć ogólnoświatowy schemat finansowania badań, nastawiony na jak najbardziej efektywne wspieranie badań w dziedzinie neuroinformatyki. Schemat miałby zakładać, że każdy kraj będzie wspierał finansowo badaczy pochodzących z tego kraju.

GSF stworzyło plan biznesowy dla wspomnianej operacji stworzenia i wsparcia INCF, który został zaakceptowany w 2004 roku. Ostatecznie INCF zostało utworzone w 2006 roku w Sztokholmie, w Szwecji, w instytucie Karolinska, pod przewodnictwem Stena Grillnera. Dzisiaj, 17 krajów ma status członka w INCF (m.in. Niemcy, Polska, Szwecja, Szwajcaria i USA), a kilka innych państw czeka na decyzję o przyjęciu.
Celem działania INCF jest koordynacja międzynarodowych badań w dziedzinie neuroinformatyki. Ma ona swój wkład w rozwój i utrzymanie baz danych i infrastruktury aplikacji neuroinformatycznych. Celem wszystkich działań jest zapewnienie dostępu do danych o ludzkim mózgu i innych zasobów dla każdego badacza na świecie.
Od 2008 roku odbywa się doroczny Kongres INCF (największy kongres zrzeszający środowisko badawcze neuroinformatyków) na którym prezentowane są nowe publikacje. Kongres odbywa się w jednym z państw członkowskich INCF. Do tej pory Kongres odbył się w Sztokholmie, Pilźnie, Kobe, Bostonie i Monachium i Leiden.

## Interdyscyplinarność neuroinformatyki
Neuroinformatyka korzysta z innych nauk w następujący sposób:
- Biologia zapewnia dane molekularne od genów po zachowania komórek,
- Medycyna i anatomia zapewnia struktury synaps,
- Informatyka zapewnia bazy danych i narzędzia systemowe,
- Matematyka zapewnia modele,
- Chemia zapewnia neuroprzekaźniki.

Neurologia korzysta ze wszystkich wymienionych powyżej nauk w celu zdobycia wiedzy na temat działania mózgu na różnych płaszczyznach. Specjaliści pomagają identyfikować unikatowe rodzaje komórek, ich elementy i połączenia atomowe. Funkcje kompleksowych molekuł, struktur oraz genetyczne mechanizmy regulujące pracę mózgu są ustalane przez specjalistów w dziedzinie chemii i biologii komórkowej. Obrazowanie mózgu dostarcza informacji o jego działaniu w trakcie mentalnej i behawioralnej aktywności. Specjaliści biofizyki i fizjologii badają procesy psychiczne wewnątrz komórek w sieciach neuronalnych. Dane z wszystkich tych dziedzin są analizowane i łączone, tworzone są z nich bazy danych i modele neurologiczne; w tym miejscu dziedziny łączą się w neuroinformatykę.
Neurologia dostarcza wiele różnych typów danych na których operuje neuroinformatyka, jak na przykład:
- Dane molekularne i komórkowe,
- Dane z organów i systemów (percepcja, ból, smak, system motoryczny i sensoryczny),
- Dane poznawcze (języki, emocje, neurologia socjalna, podejmowanie decyzji),
- Informacje o rozwoju (przeżycie komórek, formacje synaptyczne, urazy i ich regeneracja),
- Dane o chorobach i starzeniu się (autonomiczny system nerwowy, depresje, uzależnienia, utraty pamięci),
- Interfejsy mózg-komputer,
- Modele różnych systemów neuronowych.

Neuroinformatyka używa baz danych, Internetu, wizualizuje i analizuje wymienione wyżej dane z dziedziny neurologii.

## Wykorzystywane technologie w dziedzinie neuroinformatyki

### Oprogramowanie

#### Program BLAST
Basic Local Alignment Search Tool to program tworzony przez Amerykańskie Narodowe Centrum Informacji Biotechnologicznej (National Center for Biotechnology Information, NCBI) wykorzystujący algorytmy porównawcze (blastp) oraz tworzące macierz trafień (PSI-BLAST i DELTA-BLAST) do znalezienia pasującej do podanej sekwencji protein, nukleotydów lub transformowanych nukleotydów. W bazach danych znajdują się genomy ludzkie, a także rozmaite zwierzęce, np. psa, kota, krowy, królika itd.
Algorytm działa na zasadzie znalezienia podobieństw w łańcuchach protein na krótkich ich odcinkach. W przypadku macierzy trafień tworzona ona jest przy użyciu rodziny protein najbardziej zbliżonych do wejściowego łańcucha, co następnie służy do znalezienia dalszych protein pokrewnych.

#### Braininfo
Braininfo to projekt Uniwersytetu Waszyngtońskiego stworzony w 1991 roku mający na celu pomoc w identyfikacji struktur w mózgu. Daje on możliwość przeglądania atlasów mózgu (specjalnych zbiorów zdjęć mózgu z wymienionymi wszystkimi strukturami). Braininfo posiada bazę 15000 takich struktur. Oferuje on poszukiwanie nie tylko na podstawie nazw, ale także na podstawie podobieństwa zadanego zdjęcia z wyglądu do zdjęć w bazie danych.

#### Carmen
Code Analysis, Repository, and Modelling for e-Neuroscience (Analiza kodu, repozytorium oraz modelowanie dla e-neuroinformatyki) to projekt Plone Foundation założony w 2000 roku. Jego celem jest stworzenie wirtualnej platformy laboratoryjnej, co dałoby możliwość współpracy naukowcom z różnych zakątków świata. Nad projektem pracuje 20 naukowców z 11. brytyjskich uniwersytetów. Od 2006 roku pracują oni nad prototypem platformy. Aktualnie zespół badawczy prezentuje prototyp swojej platformy na rozmaitych kongresach badawczych.

#### iCognition
iCognition to zbiór programów służących do przeprowadzania badań online oraz zbierania ich wyników w ten sam sposób. Projekt powstaje od 2009 roku, obecnie znajduje się w fazie testowej. Finalna wersja projektu będzie pozwalała na administrację wykonania badań poznawczych i behawioralnych.

#### ICTS Human Imaging Core
Projekt rozpoczęty w 2010 roku pod przewodnictwem Dana Marcusa i Mikhaila Milchenko w Uniwersytecie Waszyngtońskim. Znajdują się w nim skany całego ciała wykonane tomografem komputerowym, rezonansem magnetycznym, skanerem PET, oraz ultradźwiękami. Wyzwaniem w tym wypadku jest utrzymanie danych (każdy skan ma wiele gigabajtów), a także zachowanie anonimowości badanych.

### Sprzęt

#### Funkcjonalny rezonans magnetyczny
Funkcjonalny rezonans magnetyczny to główne narzędzie używane do uzyskania obrazu mózgu. Wykorzystuje się w nim magnetyczny rezonans jądrowy do obserwacji mózgu na zasadzie jego odpowiedzi na bodźce oraz zmianie w sposobie przepływu krwi – w chwili, gdy jakiś ośrodek w mózgu jest aktywny jednocześnie dopływa do niego więcej krwi. Do zbadania tych aktywności i przepływów krwi wykorzystywany jest kontrast zależny od poziomu tlenu i krwi (BOLD, Blood-Oxygen-Level Dependent contrast).
Funkcjonalny rezonans magnetyczny jest obecnie najczęściej używany do uzyskania obrazów wykorzystywanych później w neuroinformatyce.

#### Skaner PET
Skaner PET to narzędzie działające na zasadzie zjawiska anihilacji pozytonów. Podczas zjawiska anihilacji wydzielane jest promieniowanie, które rejestrowane jest przez detektory. PET wykorzystuje fakt, że przy zmianach chorobowych następuje zmiana w metabolizmie cukrów. Promieniowanie wykorzystywane w badaniu powstaje w trakcie samego badania przez co jest to relatywnie bezpieczna metoda badania pacjenta.
Skaner PET to drugi po fMRI najczęściej używany sprzęt do uzyskania obrazów mózgu wykorzystanych później w neuroinformatyce.

#### Tomograf komputerowy
Tomograf komputerowy to urządzenie działające na zasadzie detekcji promieniowania. Źródło promieniowania razem z detektorami porusza się dookoła badanego organu i wykonywana jest seria prześwietleń. Dane – obrazy wraz z informacją o pochłanianiu promieniowania przez poszczególne organy są zachowywane. Najczęściej do utworzenia kompletnego obrazu wykorzystywana jest transformata Fouriera.
Obecnie wykorzystywana jest trzecia i czwarta generacja tomografów, zaprezentowane niemalże równolegle w 1975 roku. Trzecia zakłada zestaw detektorów poruszających się zgodnie z lampą rentgenowską, czwarta posiada nieruchomy pierścień detektorów. Najnowsze wersje obecnych generacji są w stanie przeprowadzić jedno skanowanie w czasie poniżej sekundy.

#### Ultrasonograf
Ultrasonograf to urządzenie używane do badania pacjentów za pomocą fali ultradźwiękowej. Wykorzystywane jest zjawisko rozpraszania, odbicia i rozchodzenia się fali ultradźwiękowej na granicy ośrodków. Zaletą badania ultrasonografem jest niska inwazyjność badania, wykorzystywane jest ono jednak do obrazowania mózgu dość rzadko, ponieważ wysoką dokładność obrazu przy użyciu ultrasonografu osiągnąć można tylko przy wysokich częstotliwościach, które pozwalają na obrazowanie tylko struktur położonych płytko (blisko skóry).

## Programy badawcze w dziedzinie neuroinformatyki

### CONDR[4]
Comprehensive Neuro-Oncology Data Repository (tł. Kompleksowe Neuro-Onkologiczne Repozytorium Danych) to projekt prowadzony przez 26 naukowców od 2010 roku w Uniwersytet Waszyngtoński, oraz Szwedzki Instytut Neuroinformatyki. Projekt polega na odczytywaniu ze zdjęć mózgu zrobionych przy pomocy funkcjonalnego rezonansu magnetycznego odpowiednich biomarkerów.
Projekt zakłada przebadanie 200 pacjentów ze zdiagnozowanym guzem mózgu. Od pacjentów seryjnie pobrane zostaną dane kliniczne, obrazowe oraz tkankowe (biopsja), rozpoczynając od diagnozy, aż do zakończenia leczenia. Wszystkie dane zostaną dodane do bazy danych XNAT (Jest to platforma wspomagająca przechowywanie, wyszukiwanie i dzielenie się wynikami badań).
Celem przeprowadzenia projektu jest wygenerowanie danych pozwalających na rozwój i efektywniejsze znalezienie markerów potwierdzających diagnozę nowotworu mózgu. Wykorzystywane są m.in. mapy prawdopodobieństw.
Wszystkie dane oraz programy uzyskane i wytworzone przy projekcie CONDR są udostępniane bez opłat dla środowiska badawczego.

### Human Connectome Project[5][6][7]
Projekt finansowany przez Amerykański Narodowy Instytut Zdrowia (National Institutes of Health, NIH) w kwocie 30 milionów dolarów, rozpoczęty we wrześniu 2010 roku, prowadzony przez Uniwersytet Waszyngtoński, oddział w Saint Louis, Uniwersytet w Minnesocie oraz członków Neuroinformatics Research Group. Projekt polega na skonstruowaniu kompletnej mapy strukturalnej i funkcjonalnej połączeń neuronowych zdrowego mózgu.
Badania przeprowadzane są przy użyciu danych pobranych zarówno z wcześniej przeprowadzanych doświadczeń (jak na przykład dane zebrane przy badaniach mózgu bliźniąt jednojajowych i dwujajowych), jak i badaniach przeprowadzanych na chętnych, których w całym projekcie ma być 1200. Dane od 20 września 2011 roku są zbierane przy użyciu skanera MRI o indukcji 3 Tesli, co zapewnia wysoką jakość obrazowania. Skaner wykorzystywany do badań HCP znajduje się w Massachusetts General Hospital.
Celem projektu, poza stworzeniem kompletnej mapy połączeń neuronowych w mózgu są:
- Zaprojektowanie i stworzenie bardziej efektywnych narzędzi do pobierania i analizowania danych,
- Stworzenie nowych algorytmów do szczegółowej analizy struktur włókien oraz międzyregionalnych połączeń,
- Stworzenie nowych programów graficznych do interaktywnej nawigacji pomiędzy połączeniami mózgowymi.

### Projekty z rodziny Brain-Computer Interface
Brain-Computer Interface to rodzina projektów polegających na stworzeniu odpowiednich interfejsów, którymi można się komunikować z przyrządami takimi jak protezy kończyn. Interfejsy takie znajdują zastosowanie głównie wśród osób sparaliżowanych oraz z uszkodzeniami mózgu.

#### Asynchroniczny Interfejs bazujący na EEG do kontroli impulsów elektrycznych u sparaliżowanych[9][10]
Projekt został przeprowadzony w 2003 roku na Technische Universität Graz przez Gerta Pfurtschellera, Gernota R. Muller-Putza, Jorga Pfurtschellera oraz Rufigera Ruppa. Projekt bazował na założeniu, iż aktywność mózgu da się zapisać, a także wykorzystać, oraz że można stworzyć neuroprotezy działające dzięki funkcjonalnej elektrycznej stymulacji (FES).
Celem projektu jest stworzenie neuroprotez przy pomocy których sparaliżowany potrafiłby poruszać się bez pomocy zewnętrznej. W tym konkretnym przypadku skupiono się na uniesieniu ręki pacjenta.
Do projektu wykorzystano pacjenta w wieku 29. lat, który został sparaliżowany w 1998 roku w wyniki uszkodzenia rdzenia kręgowego. Doprowadziło to do całkowitego porażenia poniżej kręgu szyjnego C5. Pacjentowi operacyjnie wszczepiono neuroprotezy do ośrodku ruchu w mózgu. Do przeprowadzeniu projektu potrzebne były ćwiczenia ręki chorego w celu odzyskania utraconej w trakcie sparaliżowania tkanki mięśniowej. Pacjent zrozumieć sposób działania interfejsu komputer-mózg, aby w odpowiedni sposób wydawać polecenia tj. generować odpowiednie impulsy.
Efektem przeprowadzonego projektu było podniesienie przez pacjenta szklanki wody, przystawienie jej do ust i skosztowanie napoju, bez udziału osób trzecich lub pomocy mechanicznej. Sukces w przeprowadzonym projekcie pozwala mieć nadzieję na stworzenie interfejsów komputer-mózg pozwalających na sterowanie całym ciałem sparaliżowanego człowieka.

#### Synteza mowy w czasie rzeczywistym
Projekt przeprowadzony w 2009 roku w Departamencie Systemów Neuronowych i Kognitywistycznych Uniwersytetu Bostońskiego przez Franka H. Guethera, Jonathana S. Brumberga, E. Josepha Wrighta i innych.
W 2009 roku istniały interfejsy komputer-mózg pozwalające na przywrócenie funkcji mowy u pacjentów sparaliżowanych. Niestety, takie interfejsy korzystają tylko z zapisywania mowy, następnie należy korzystać z osobnych syntezatorów a to prowadziło do powolnej komunikacji z pacjentami. Powstał zatem pomysł, aby stworzyć efektywny interfejs pozwalający na syntezę mowy w czasie możliwie najbliższym rzeczywistemu.
Projekt został przeprowadzony na 26-letnim pacjencie który cierpiał na zespół zamknięcia od 16 roku życia. Do pobrania impulsów został użyty implant – neurotropowa elektroda (czyli wpływająca na funkcjonowanie nerwów w mózgu). Odpowiednie miejsce do wszczepienia implantu wybrano na podstawie zdjęć fMRI o indukcji 1.5 Tesli, w chwili, gdy pacjent myślał o nazwaniu zdjęcia. Pozwoliło to na wyłonienie ośrodka odpowiedzialnego za mowę.
Sygnały zostały przetransformowane przez dekoder z filtrem Kalmana do syntezatora, który następnie w opóźnieniem maksymalnym rzędu 50 ms generował dźwięk. Po praktyce z implantem i syntezatorem przez pacjenta efektywność interfejsu wynosiła 70% w produkcji pojedynczych samogłosek (7 na 10 samogłosek pomyślanych przez pacjenta została wypowiedziana przez syntezator bezbłędnie w wyznaczonym czasie).
Projekt syntezatora pokazuje możliwość stworzenia w późniejszym czasie interfejsów działających w czasie rzeczywistym z wystarczająco wysoką dokładnością, aby zaspokoić potrzeby osób sparaliżowanych. Z naukowego punktu widzenia projekt pozwolił na zrozumienie właściwości neuronów w obszarach motorycznych.

### Badanie mózgu znajdującego się pod wpływem choroby neurologicznej
Badania zostały przeprowadzone w 2008 roku w Japońskiej Agencji Nauki i Technologii przez Tohshina Go oraz Yukuo Konishiego.
Usta są częścią ciała którą ludzie aktywnie wykorzystują już od momentu narodzin, noworodki już od początku życia używają ich np. do ssania. Znane jest też zjawisko powielania wzorców od dorosłego człowieka. Dziecko, już w parę godzin po narodzinach, imituje otwieranie ust czy wypychanie warg. Imitacje te zanikają po około 2-3 miesiącach, gdy kora ruchowa zostanie wystarczająco rozwinięta. W przypadkach ciężkich chorób lub uszkodzenia mózgu takie imitacje mogą powrócić. Głównym zadaniem badawczym było sprawdzenie, czy takie imitacje wiążą się z pierwotnymi odruchami.
Do badań zaproszono 12 pacjentów, w wieku od 4. do 39. roku życia, z objawami atetozy, spastyczności oraz chorujących na mózgowe porażenie dziecięce. Wszyscy pacjenci odpowiadali na obrazowe i dźwiękowe bodźce, ale żaden nie potrafił mówić. Badacz i badany siedzieli twarzą w twarz, następnie badacz wykonywał ustami ruchy które zostałyby imitowane przez noworodka. Badany przechodził próbę, gdy imitował działania badacza przynajmniej dwa z trzech razy. Wykluczono spontaniczne ruchy przez sprawdzenie czy badany powtórzy ruch na widok zaskoczenia lub uśmiechu badacza.
50% badanych imitowało zachowania badaczy przy zachowaniu wyżej wymienionych zasad. Połowa z badanych z pozytywnym wynikiem badania w jego trakcie wykonało przynajmniej jeden pierwotny odruch. Pozostałe 6 badanych, które przeszło badania z wynikiem negatywnym nie wykonało ani jednego pierwotnego odruchu.
Wyniki badań doprowadziły naukowców do wniosków, iż imitacja odruchów jest powiązana z pierwotnymi odruchami u pacjentów z uszkodzonym mózgiem, jednak aby wyklarować co dokładnie je wiąże potrzebne są dalsze badania. Wyniki dają jednak w pewnym stopniu zrozumienie, jak działa uszkodzony mózg i dają nadzieję, że dalsze badania doprowadzą do odkrycia sposobów na wyleczenie takich schorzeń.

## Uczelnie oferujące program studiów w dziedzinie neuroinformatyki

### Europa
- Uniwersytet Katolicki Petera Pazmany'ego
- Uniwersytet im. Radbouda w Nijmegen
- Uniwersytet Warszawski
- Uniwersytet w Zurychu
- Bernstein Center Freiburg
- Królewski Instytut Techniczny
- Uniwersytet Oksfordzki, centrum FMRIB
- Komitet treningowy INCF (kurs uzupełniający)
- University of Newcastle
- Laboratorium badań neurologicznych w Lausanne (kurs uzupełniający)
- Centrum badań neurologicznych Bernsteina w Berlinie
- Uniwersytet Johanna Wolfganga Goethego we Frankfurcie nad Menem
- Uniwersytet w Tybindze
- Uniwersytet Helsiński
- University of Birmingham
- Szkoła Nauk Neurologicznych i Biologicznych w Getyndze
- Szkoła Biologii i Medycyny Spermanna
- Uniwersytet Edynburski
- University of Plymouth

### Ameryka Północna
- Uniwersytet Nowojorski
- Centrum Neurologii Behawioralnej
- Centrum Obrazowania Biomedycznego w Massachusetts
- Uniwersytet w Pittsburghu oraz Uniwersytet Carnegie Mellon
- Uniwersytet Cambridge
- Swartz Foundation
- Uniwersytet Waterloo
- Uniwersytet w Ottawie

### Azja
- Uniwersytet w Osace
- Uniwersytet Hebrajski

## Książki poruszające tematykę neuroinformatyki
- Computing the Brain: A Guide to Neuroinformatics by Michael A. Arbib and Jeffrey S. Grethe (2001), ISBN 978-0-12-388543-2.
- Databasing the Brain: From Data to Knowledge (Neuroinformatics) by Steven H. Koslow and Shankar Subramaniam, (2005), ISBN 978-0-471-30921-5.
- Neuroinformatics: An Overview of the Human Brain Project (Progress in Neuroinformatics Research Series) by Stephen H. Koslow and Michael F. Huerta (1997),
- Neuroscience Databases: A Practical Guide by Rolf Kötter (2002),
- Springer Handbook of Bio-/Neuro-Informatics by Nikola Kasabov (2014)

## Czasopisma oraz strony internetowe z publikacjami
- Frontiers in Neuroinformatics. Strona internetowa z serii ‘frontiers in’ oferująca darmowy dostęp do rozmaitych prac badawczych w dziedzinie neuroinformatyki.
- Neuroinformatics. Wydawane przez Springer jako imprint Humana press czasopismo zbierające prace z dziedziny neuroinformatyki.
- Journal of Computational Neuroscience Czasopismo działające jako ‘forum’ dla publikacji z pogranicza teorii i praktyki neuroinformatyki. Na rynku od 1994. roku.